# 黄家花园 (嘉定区)
黃家花園是中華人民共和國上海市嘉定區江橋鎮的一個園林，內有200餘種竹木花卉。
黃家花園是金山人时报經營者黄佰惠、黃仲長兄弟建造的私人花園，黃家兄弟選定星火村作為建造地址，花園於1924年至1928年間建造，當時面積60畝。江浙战争時，黃家花園內的樹木和房屋遭到損毀。1937年第二次中日戰爭爆發後，黃家花園的外圍樹木被日軍砍去，且又遭日軍軍機轟炸。中華人民共和國建國初期，槎南鄉政府設在園內。1956年春，黃家花園被嘉定縣農村科代管。1957年1月7日，黃家花園被嘉定縣政府接管。同年4月10日，黃家花園被評為嘉定縣文物古跡單位。1999年，嘉定区农业农村委员会和封浜鎮政府聯合管轄黃家花園。截至21世紀初，黃家花園面積為24758平方米。後來黃家花園又被歸還給原業主。